# Arbeo

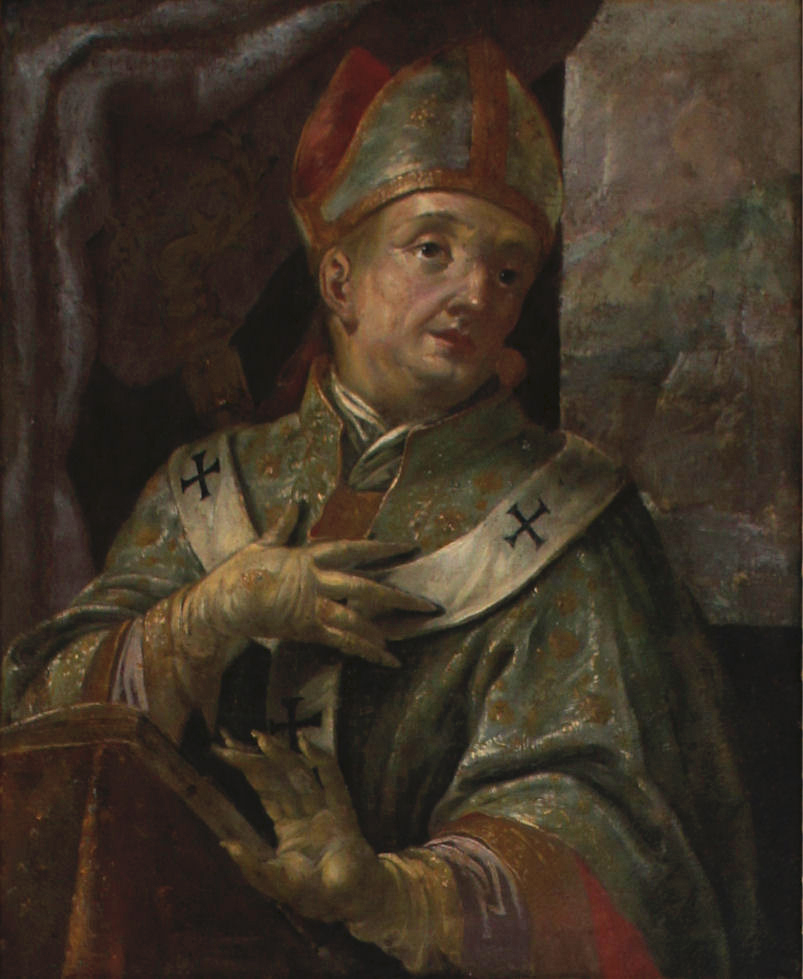
Schildering in de Dom van Freising

Arbeo (voor 723 – 4 mei 783 of 784) was een geestelijke uit Zuid-Tirol uit de buurt van Meran. Hij was vanaf 765 bisschop in Freising (Beieren) en ligt aldaar begraven.
Arbeo is de auteur van de levensbeschrijvingen van Corbinianus en Emmeram, die het christelijke geloof verspreidden in Beieren. Als dusdanig wordt Arbeo beschouwd als de eerste schrijver van Duitse afkomst, en enkel daarom wordt soms ook de Abrogans, het eerst bekende Duitse boek, aan hem toegeschreven.
- Bibsys: 13149
- Bibliothèque nationale de France: cb131697990 (data)
- CiNii: DA08314501
- Gemeinsame Normdatei: 118665782
- International Standard Name Identifier: 0000 0003 7509 4489
- Library of Congress Control Number: n2002063027
- Nationale Bibliotheek van Tsjechië: jx20080109001
- Nationale Bibliotheek van Israël: 987011245297105171
- Nederlandse Thesaurus van Auteursnamen: 067462081
- Réseau des bibliothèques de Suisse occidentale: 02-A000009485
- Istituto Centrale per il Catalogo Unico: BVEV053344
- Système universitaire de documentation: 035140143
- Virtual International Authority File: 226449847
- WorldCat: E39PBJqVR4HFc898PmMX6gBF8C